# Serie B d'Eccellenza 1989-1990 (pallacanestro maschile)
Il campionato di basket di serie B d'Eccellenza (B1) 1989-1990 rappresenta il terzo campionato italiano.
Vi partecipano 16 che si incontrano per la regular season in partite di andata e ritorno, la vittoria vale 2 punti, la sconfitta 0. In questo campionato non sono previsti tesseramenti di giocatori stranieri, per questo viene definito il 'vero' campionato italiano.
Sono previste 2 promozioni determinate dalle sfide play-off tra le prime 4 classificate.
Retrocedono le ultime 4 classificate.

## Regular season

### Classifica
|  |     | Classifica finale 1989-1990 | Pt | G  | V  | P  | PtF  | PtS  |
|  | --- | --------------------------- | -- | -- | -- | -- | ---- | ---- |
|  | 1.  | Mens Sana Siena             | 48 | 30 | 24 | 6  | 2365 | 2085 |
|  | 2.  | Pall. Trapani               | 46 | 30 | 23 | 7  | 2433 | 2235 |
|  | 3.  | Sangiorgese                 | 44 | 30 | 22 | 8  | 2550 | 2420 |
|  | 4.  | A. Costa Imola              | 34 | 30 | 17 | 13 | 2624 | 2529 |
|  | 5.  | Pall. Ferrara               | 34 | 30 | 17 | 13 | 2642 | 2529 |
|  | 6.  | Scandone Avellino           | 30 | 30 | 15 | 15 | 2789 | 2733 |
|  | 7.  | Basket Ravenna              | 30 | 30 | 15 | 15 | 2637 | 2582 |
|  | 8.  | Virtus Ragusa               | 30 | 30 | 15 | 15 | 2557 | 2544 |
|  | 9.  | Modena Basket               | 28 | 30 | 14 | 16 | 2563 | 2500 |
|  | 10. | N.B. Campobasso             | 28 | 30 | 14 | 16 | 2736 | 2762 |
|  | 11. | Esperia Cagliari            | 26 | 30 | 13 | 17 | 2624 | 2632 |
|  | 12. | Celana Bergamo              | 26 | 30 | 13 | 17 | 2287 | 2360 |
|  | 13. | Pall. Roseto                | 26 | 30 | 13 | 17 | 2226 | 2416 |
|  | 14. | Robur Varese                | 24 | 30 | 12 | 18 | 2304 | 2412 |
|  | 15. | Libertas Pescara            | 16 | 30 | 8  | 22 | 2512 | 2767 |
|  | 16. | Sebastiani Rieti            | 10 | 30 | 5  | 25 | 2389 | 2732 |

## Risultati
| Risultati              | SIE   | TRA     | PSG    | FER    | IMO     | RAV     | AVE    | RAG    | MOD    | CAM    | CAG     | BER    | ROS    | VAR   | PES     | RIE     |
| ---------------------- | ----- | ------- | ------ | ------ | ------- | ------- | ------ | ------ | ------ | ------ | ------- | ------ | ------ | ----- | ------- | ------- |
| Ticino Siena           |       | 72-74   | 72-68  | 74-59  | 81-56   | 88-62   | 66-63  | 98-77  | 82-73  | 89-67  | 99-78   | 66-57  | 74-64  | 79-65 | 71-69   | 94-66   |
| Vini Racine Trapani    | 66-64 |         | 85-73  | 81-82  | 71-73   | 78-70   | 95-85  | 71-60  | 91-83  | 78-65  | 83-62   | 71-60  | 82-61  | 86-87 | 87-72   | 85-70   |
| US Sangiorgese         | 63-69 | 86-76   |        | 77-74  | 84-80   | 90-98   | 93-90  | 85-83  | 92-89  | 90-75  | 105-86  | 82-70  | 91-79  | 73-61 | 96-87   | 88-82   |
| Ipercoop Ferrara       | 89-75 | 68-70   | 104-94 |        | 88-87   | 96-95   | 89-85  | 83-85  | 98-99  | 115-95 | 98-87   | 100-82 | 91-61  | 75-70 | 110-80  | 105-78  |
| Benati Imola           | 85-79 | 82-69   | 87-88  | 96-89  |         | 80-73   | 107-90 | 101-78 | 91-84  | 105-97 | 81-84   | 86-71  | 81-68  | 72-59 | 92-79   | 99-74   |
| Basket Ravenna         | 84-81 | 88-99   | 79-85  | 75-74  | 88-86   |         | 86-87  | 80-71  | 87-88  | 86-94  | 107-93  | 93-81  | 79-83  | 83-73 | 91-84   | 109-90  |
| Banca Pop. Avellino    | 88-96 | 74-83   | 92-95  | 100-90 | 113-107 | 111-96  |        | 105-94 | 99-89  | 97-91  | 112-108 | 90-91  | 102-77 | 99-92 | 107-83  | 109-90  |
| Virtus Ragusa          | 68-70 | 93-94   | 74-84  | 95-80  | 93-95   | 90-84   | 97-94  |        | 92-90  | 89-79  | 96-94   | 80-73  | 92-94  | 98-74 | 96-93   | 99-79   |
| Burghy Modena          | 63-70 | 76-82   | 69-70  | 75-76  | 98-82   | 90-87   | 85-89  | 97-82  |        | 101-91 | 106-108 | 75-71  | 106-67 | 69-65 | 105-77  | 98-80   |
| La Molisana Campobasso | 78-82 | 106-100 | 101-99 | 96-97  | 118-101 | 120-116 | 87-88  | 78-73  | 97-106 |        | 101-99  | 85-73  | 92-66  | 97-73 | 106-100 | 106-91  |
| SarVin Cagliari        | 86-88 | 71-74   | 98-94  | 78-84  | 87-83   | 80-92   | 92-88  | 81-67  | 90-77  | 111-88 |         | 76-78  | 75-82  | 87-62 | 83-67   | 88-85   |
| Piceni Bergamo         | 63-65 | 76-75   | 66-82  | 62-81  | 91-80   | 71-73   | 91-80  | 67-81  | 73-71  | 88-93  | 86-84   |        | 82-71  | 78-69 | 86-73   | 91-77   |
| Sici Roseto            | 57-53 | 55-74   | 64-63  | 89-78  | 75-82   | 86-82   | 90-95  | 67-63  | 71-68  | 82-77  | 76-86   | 71-67  |        | 76-75 | 95-91   | 80-83   |
| Cagiva Varese          | 63-89 | 68-73   | 69-76  | 108-93 | 84-76   | 75-90   | 95-94  | 83-84  | 85-66  | 94-82  | 91-75   | 60-72  | 77-68  |       | 77-75   | 77-64   |
| Delizia Pescara        | 73-91 | 79-98   | 82-97  | 87-86  | 99-91   | 86-105  | 108-99 | 87-106 | 80-91  | 85-87  | 89-87   | 98-96  | 74-73  | 77-83 |         | 108-107 |
| Air Capitol Rieti      | 61-88 | 74-82   | 79-87  | 93-90  | 77-100  | 72-99   | 70-64  | 84-101 | 75-76  | 88-87  | 93-110  | 72-74  | 81-78  | 86-90 | 68-70   |         |

## Play-off
| Play Off     |                     |                |       |       |       |     |
| Finale 1°-4° | Ticino Siena        | Benati Imola   | 75-73 | 55-57 | 87-50 | 2-1 |
| Finale 2°-3° | Vini Racine Trapani | US Sangiorgese | 86-77 | 2-0   |       | 2-0 |

## Spareggi salvezza
| Play Out        |                 |       |
| Sarvin Cagliari | Piceni Bergamo  | 74-73 |
| Piceni Bergamo  | Sici Roseto     | 81-73 |
| Sici Roseto     | Sarvin Cagliari | 77-79 |

|  |    | classifica girone spareggio | Pt | G | V | P | PtF | PtS |
|  | -- | --------------------------- | -- | - | - | - | --- | --- |
|  | 1. | Esperia Cagliari            | 4  | 2 | 2 | 0 | 153 | 150 |
|  | 2. | Celana Bergamo              | 2  | 2 | 1 | 1 | 154 | 147 |
|  | 3. | Pall. Roseto                | 0  | 2 | 0 | 2 | 150 | 160 |

## Verdetti
- promossa in serie A2:  Ticino Siena
Formazione: Brumatti, Lasi, Visigalli, Battisti, Pastori, Giroldi, Guerrini, Frosini, Battistella, Braccagni, Di Giuseppe, Aprea. Allenatore: Gianfranco Lombardi
- promossa in serie A2:  Vini Racine Trapani
Formazione: Francesco Mannella, Manlio Fundarò, Mario Piazza, Antonio Strazzera, Davide Lot, Giuseppe Cassì, Fabio Morrone, Salvatore Scirè, Sergio Zucchi, Claudio Castellazzi, Antonio Guzzone, Marco Martin, Fabio Cecchetti Allenatore: Gianfranco Benvenuti
- Retrocessa in B2:   Sebastiani Rieti
- Retrocessa in B2:   Libertas Pescara
- Retrocessa in B2:   Robur Varese
- Retrocessa in B2:   Pall. Roseto